# Белые ночи (фильм, 1959)
«Белые ночи» — романтическая драма 1959 года, снятая режиссёром Иваном Пырьевым по одноимённой повести Ф. М. Достоевского. Премьера — 19 февраля 1960 года. Релиз на DVD — 8 апреля 2010 года.

## Сюжет
Повесть «Белые ночи» Пырьев снимал как экранную иллюстрацию литературного произведения. События в картине излагаются от лица Мечтателя.
Петербург 1840-х годов. Главный герой, Мечтатель, уже несколько лет живёт в большом городе и всё это время он один. Но в одну из летних петербургских белых ночей на берегу Невы он знакомится с Настенькой. Пять ночей, гуляя по городу, молодые люди рассказывают о себе. Со всей страстью и нежностью своей непосредственной натуры Мечтатель влюбляется в Настеньку. Девушка, успевшая разувериться в чувствах прежнего возлюбленного, обещает Мечтателю выйти за него замуж. Счастье недолговечно… Настенька вновь обретает свою прежнюю любовь, а Мечтатель опять одинок.

Кич, но кич гениального, одарённого человека. Пырьев очень поздно ознакомился с творчеством Достоевского, ему было около 60 лет. Но после этого писателем, грубо говоря, заболел. Мы знаем его фильм «Идиот», не буду это кино оценивать. Но Пырьев, безусловно, один из интереснейших людей в нашем кинематографе, поэтому «Белые ночи» посмотреть определённо стоит.
— Иван Дыховичный о фильме «Белые ночи»

## Особенности
В фильме присутствует «Пятая Ночь», которой нет в повести. Эпизод, в котором главная героиня приходит в комнату к жильцу и случайно роняет книжную полку, заимствован из романа Достоевского «Бедные люди».

## В ролях
- Людмила Марченко — Настенька
- Олег Стриженов — Мечтатель
- Анатолий Федоринов — жених Настеньки
- Вера Попова — Прасковья Ивановна, бабушка
- Светлана Харитонова — Фёкла
- Ирина Скобцева — герцогиня
- Яков Беленький — герцог
- Ариадна Шенгелая — невольница в танцевальных мечтаниях
- Сергей Троицкий — пьяный купец
- Евгений Моргунов — стражник
- Валентин Кулик — Альмавива (нет в титрах)
- Галина Польских — эпизод на балу (нет в титрах)
- Иозас Удрас — эпизод
- Наталья Малявина — эпизод (нет в титрах)

## Съёмочная группа
- Автор сценария и режиссёр: Иван Пырьев
- Оператор: Валентин Павлов
- Художник: Стален Волков

## Награды
- 1959 — Диплом XIV МКФ в Эдинбурге
- 1959 — Диплом II степени II Всесоюзного Фестиваля советских фильмов в Киеве (Украинская ССР)
- 1960 — Диплом IV МКФ фестивальных фильмов в Лондоне-1960
- 1960 — Лучший фильм 1960 года (с фильмами «Баллада о солдате» и «Месть») по решению Британского киноинститута

## Оценки фильма
Теоретик кино Александр Мачерет писал, что «понадобилось удивительное режиссёрское владение ритмом, темпом, монтажной слаженностью, совмещением изобразительной стороны с точно выверенными смысловыми задачами, чтобы передать поэтическую, „стихотворную“ особенность повести Достоевского на экране».